# Tonkin

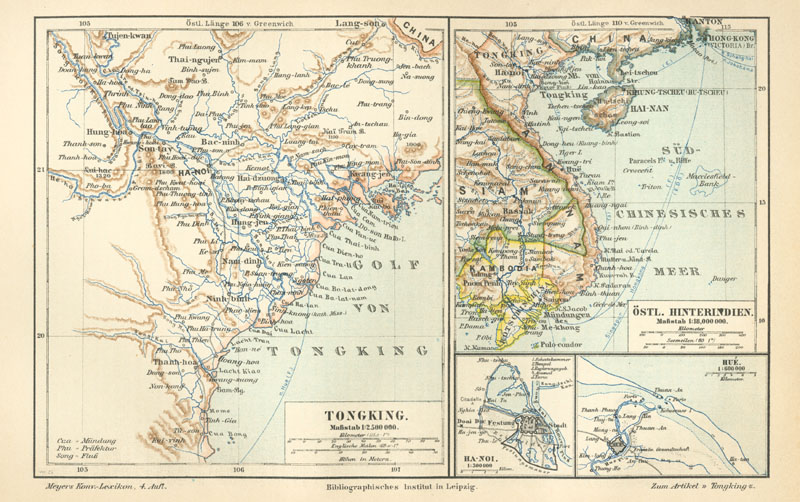
Tonkin

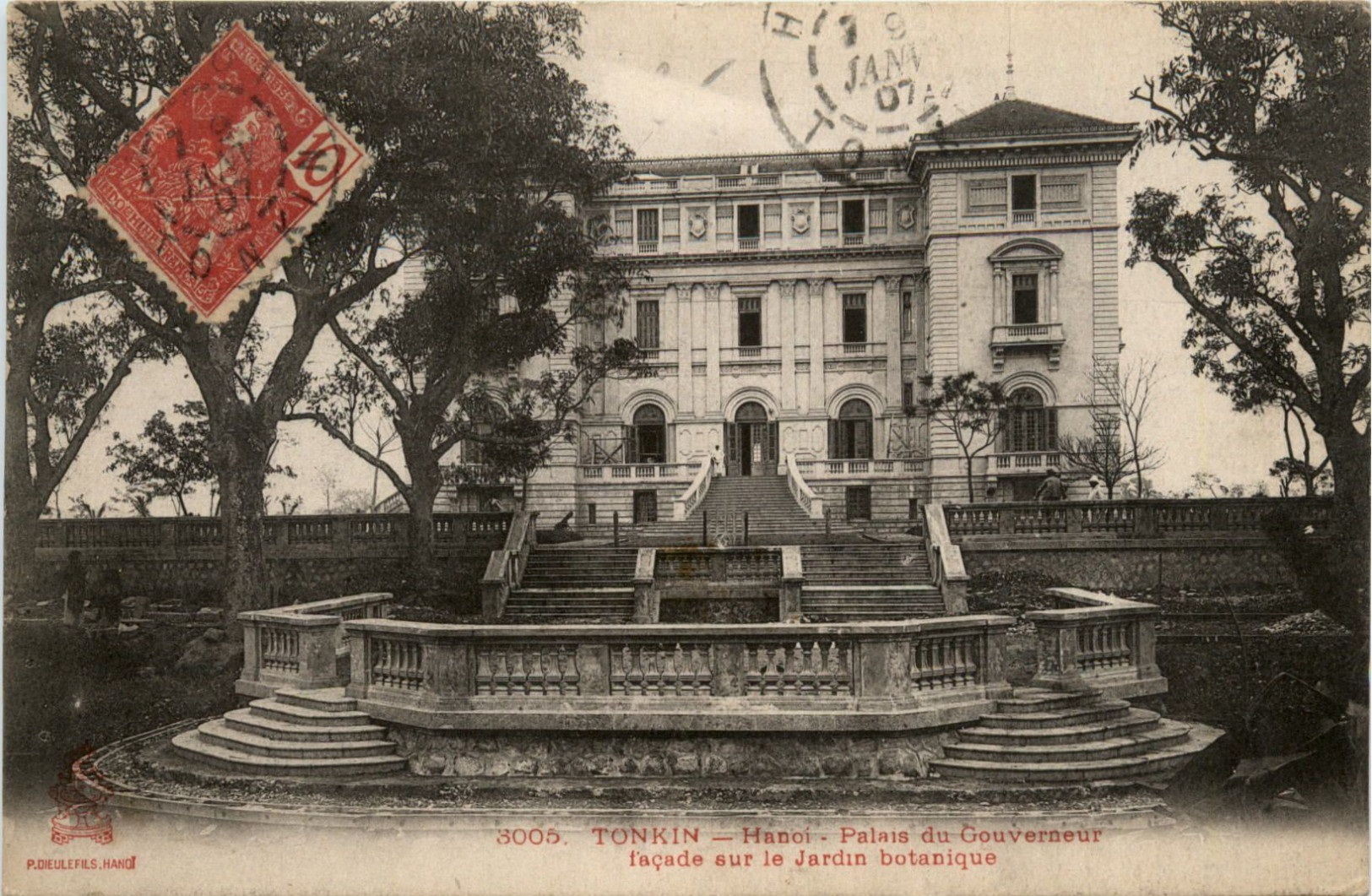
Den franska generalguvernörens palats i Hanoi.

Tonkin, som också skrivs Tongkin eller Tongking (chu nho: 東京), är den nordligaste delen av Vietnam, i norr gränsande till Kinas provinser Yunnan och Guangxi, i väster till Laos och med östkust mot Tonkinbukten. Invånarna själva kallar den Bắc Kỳ, som betyder "Norra regionen". Ett alternativt namn är Bac Bô, Norra gränsens bukt.
Med sitt läge vid Röda Flodens bördiga delta, har Tonkin en omfattande produktion av ris.
Namnet härleds från Đông Kinh, ett äldre namn på staden Hanoi, som var huvudstad i Vietnam sedan 800-talet. Vietnam var då sedan länge en kinesisk provins. Detta namn betyder "östra huvudstaden", och är språkligt identiskt med namnet Tokyo. Jämför även Kinas Nanjing (södra huvudstaden) och Beijing (Peking, norra huvudstaden).
Frankrike utropade sin överhöghet över Vietnam efter fransk-kinesiska kriget (1884-1885) och delade det i tre regioner med namnen Tonkin (i norr), Annam (mellerst) och Cochinkina (i söder). Indelningen var rätt godtycklig och vietnameserna själva kämpade under 90 år för landets återförening.